# 선운사
선운사(禪雲寺)는 대한민국의 전북특별자치도 고창군에 위치한 명승고찰이다. 대한불교 조계종 제24교구 본사이다.

## 역사
백제 위덕왕 24년(577) 검단선사와 신라의 국사인 의운국사가 창건했다고 전해진다. 조선 정조 18년(1794) 임우상이 기술한 선운사 사적기에 의하면 신라의 진흥왕이 왕위를 버리고 이곳에 와서 선운사를 창건했다고 한다. 법명을 법운자로 한 진흥왕은 중애공주와 도솔왕비의 영생을 위해 진흥굴 윗산에 중애암을, 만월대 아래에 도솔암을 각각 세웠다고 한다. 고려 충숙왕 5년(1318)에 효정선사가 중수하였고 공민왕 3년(1354)에 재중수하였으며 조선 성종 5년(1474)에 행조선사가 중창하였다. 정유재란 때 불탄 것을 광해군 6년(1614)에 무장태수 송석조가 원준대사를 통해 1619년까지 5년간에 걸쳐 재건하였다.
선운사는 한때 89암자 24굴 189요를 갖춘 대찰로 억불숭유정책을 내세운 조선 시대에도 성종의 어실이 있을 정도로 번성했으며, 태종 때의 사찰폐쇄령에도 국태민안을 기원하기 위해 보존된 대찰이었다. 금동보살좌상·지장보살좌상·선운사 대웅전·참당암 대웅전·도솔암 마애불 등의 보물, 동백나무숲·장사송·송악 등의 천연기념물이 있으며, 석씨원류 경판·영산전목조삼존불상·6층석탑·범종·약사여래불상·만세루 백파율사비·참당암 동종·선운사 사적기 등 보물 7점, 천연기념물 3점, 기타 지방문화재 총 19점의 지정문화재 등이 있다.

## 문화재
선운사에는 금동지장보살좌상(보물 제279호), 도솔암 금동지장보살좌상(보물 제280호), 대웅전(보물 제290호), 참당암 대웅전(보물 제803호), 도솔암 마애불(보물 제1200호), 소조비로자나불좌상(보물 제1752호) , 참당암 석조지장보살좌상( 보물 제2031호) 등의 보물 7점과 동백나무숲(천연기념물 제184호), 장사송(천연기념물 제354호), 송악(천연기념물 제367호) 등 천연기념물 3점이 있으며, 추사가 쓴 백파율사비(전북 유형문화재 제122호)를 비롯한 19점의 유형문화재가 있다.
이 가운데 도솔암 내원궁(전북 문화재자료 제125호)은 기암절벽 위에 조성된 우리나라 3대 지장기도처 가운데 하나로 연중 기도객의 발길이 끊이지 않는 명소다. 동학혁명 때 배꼽에서 비결을 꺼내갔다는 도솔암 마애불이 바로 발아래 있고, 위로는 검단선사에게 쫓겨 달아나던 용이 뚫었다는 용문굴이 크게 입을 벌리고 있다.
백파율사비는 생전에 추사와 선 논쟁을 벌인 조선후기 화엄학의 대종주 백파긍선 스님의 비다. 백파스님이 입적하자 추사가 애통해 하며 직접 짓고 쓰기를, “옛날에 내가 백파와 더불어 여러 번 왕복서한을 주고받으며 나눴던 이야기는 세상 사람들이 헛되이 입에 올리는 내용과 크게 다른 것이다. 이 점에 대해서는 오직 백파와 나만이 알고 있을 따름이다. 비록 만 가지 방법으로 입이 쓰도록 설득하려 해도 모두 깨닫지 못하니 어찌 백파를 다시 일으켜 서로 마주보고 한번 웃어볼 수 있을까?”하며 당시 벌였던 선 논쟁에 대해 설명하고 있다.

### 선운사 대웅전
선운사 대웅전(禪雲寺大雄殿)은 대한민국 보물 제290호다. 선운사에 있는 조선 중기의 단층 목조건물이다. 신라 진흥왕 때 창건되었으며, 임진왜란 때 불탄 것을 1614년(광해군 6년) 재건하였다. 전면 5칸, 측면 3칸으로 긴 평면을 이루며, 단청 벽화가 뛰어나다. 단층 맞배지붕으로 전면 5칸에는 모두 빗살분합문을 달아 출입하도록 되어 있다.

### 보물
- 고창 선운사 금동지장보살좌상(高敞 禪雲寺 金銅地藏菩薩坐像)  : 보물  제279호
- 고창 선운사 도솔암 금동지장보살좌상(高敞 禪雲寺 兜率庵 金銅地藏菩薩坐像))  : 보물  제280호
- 고창 선운사 대웅전(高敞 禪雲寺 大雄殿)  : 보물  제290호
- 고창 선운사 참당암 대웅전(高敞 禪雲寺 懺堂庵 大雄殿)  : 보물  제803호
- 고창 선운사 동불암지 마애여래좌상(高敞 禪雲寺 東佛庵址 磨崖如來坐像)  : 보물  제1200호
- 고창 선운사 소조비로자나삼불좌상(高敞 禪雲寺 塑造毘盧遮那三佛坐像)  : 보물  제1752호
- 고창 선운사 참당암 석조지장보살좌상(高敞 禪雲寺 懺堂庵 石造地藏菩薩坐像) : 보물 제2031호

### 천연기념물
- 고창 선운사 동백나무 숲(高敞 禪雲寺 동백나무 숲)  : 천연기념물  제184호
- 고창 선운사 도솔암 장사송(高敞 禪雲寺 兜率庵 長沙松)  : 천연기념물  제354호

### 전북특별자치도 유형문화재
- 선운사석씨원류(禪雲寺 釋氏源流)  : 전북특별자치도 시도유형문화재  제14호
- 선운사영산전목조삼존불상(禪雲寺靈山殿木造三尊佛像)  : 전북특별자치도 시도유형문화재  제28호
- 선운사육층석탑(禪雲寺六層石塔)  : 전북특별자치도 시도유형문화재  제29호
- 선운사범종(禪雲寺梵鐘)  : 전북특별자치도 시도유형문화재  제31호
- 선운사약사여래불상(禪雲寺藥師如來佛像)  : 전북특별자치도 시도유형문화재  제33호
- 선운사만세루(禪雲寺萬歲樓)  : 전북특별자치도 시도유형문화재  제53호
- 선운사백파율사비(禪雲寺 白坡律師碑)  : 전북특별자치도 시도유형문화재  제122호
- 선운사사적기(禪雲寺 事蹟記)  : 전북특별자치도 시도유형문화재  제155호

### 전북특별자치도 문화재자료
- 고창 선운사 도솔암 나한전(高敞 禪雲寺 兜率庵 羅漢殿) : 전북특별자치도 문화재자료 제110호
- 선운사도솔암내원궁(禪雲寺兜率庵內院宮) : 전북특별자치도 문화재자료 제125호

## 체험 및 시설

### 템플스테이
선운사에서는 내·외국인을 위한 다양한 템플스테이 프로그램을 운영하고 있다.
- 선운사 템플스테이 프로그램

## 사진

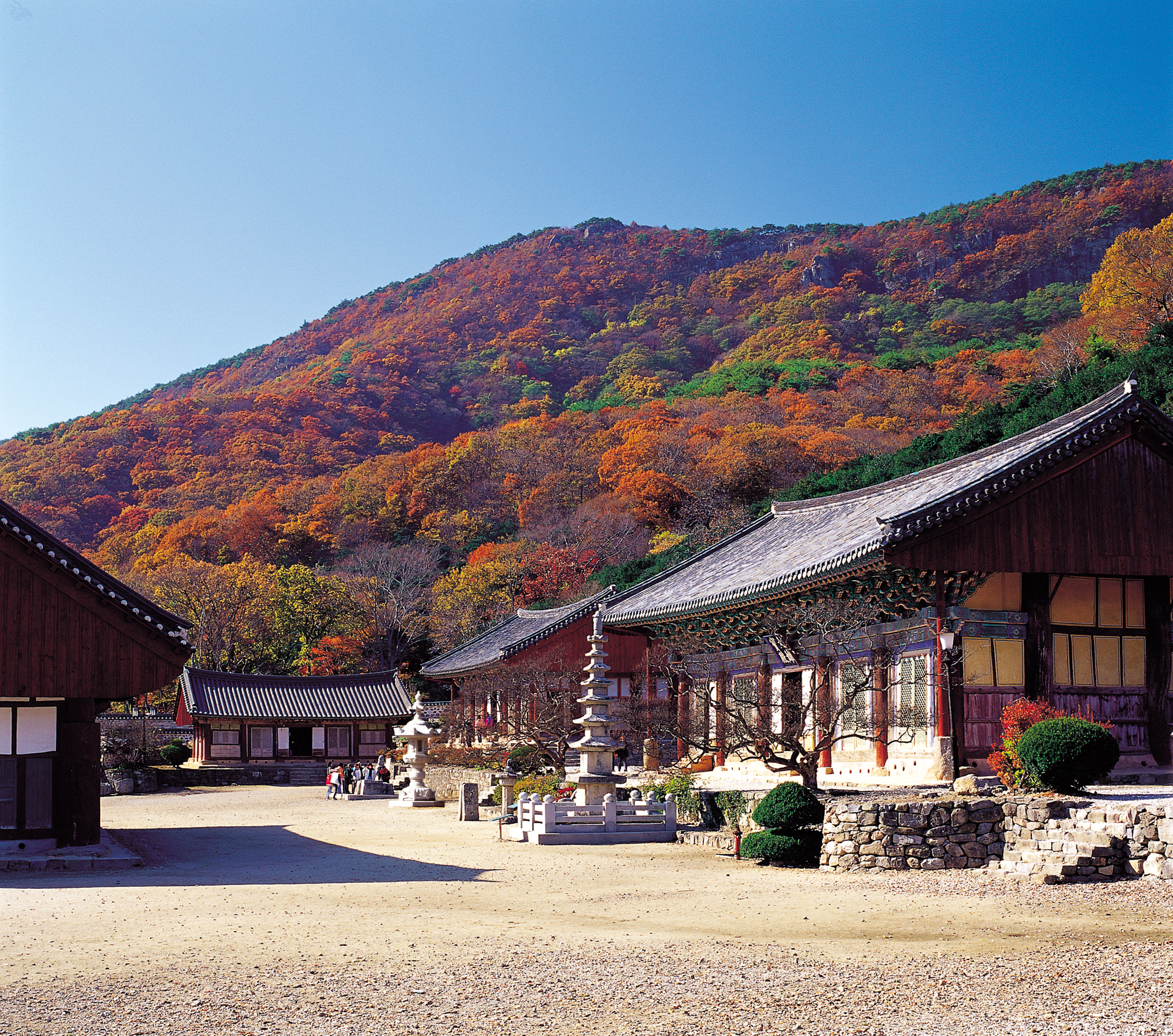
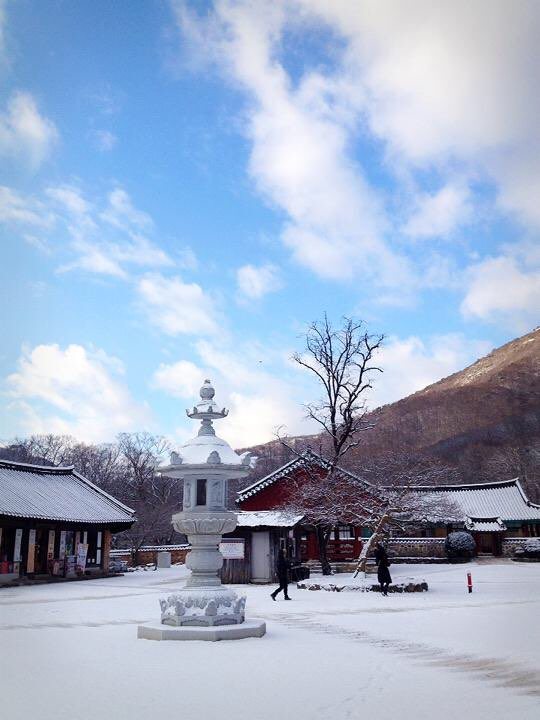
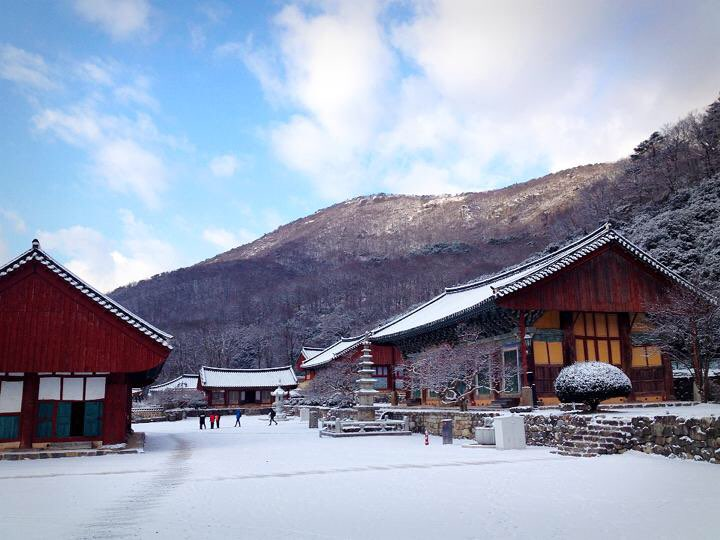
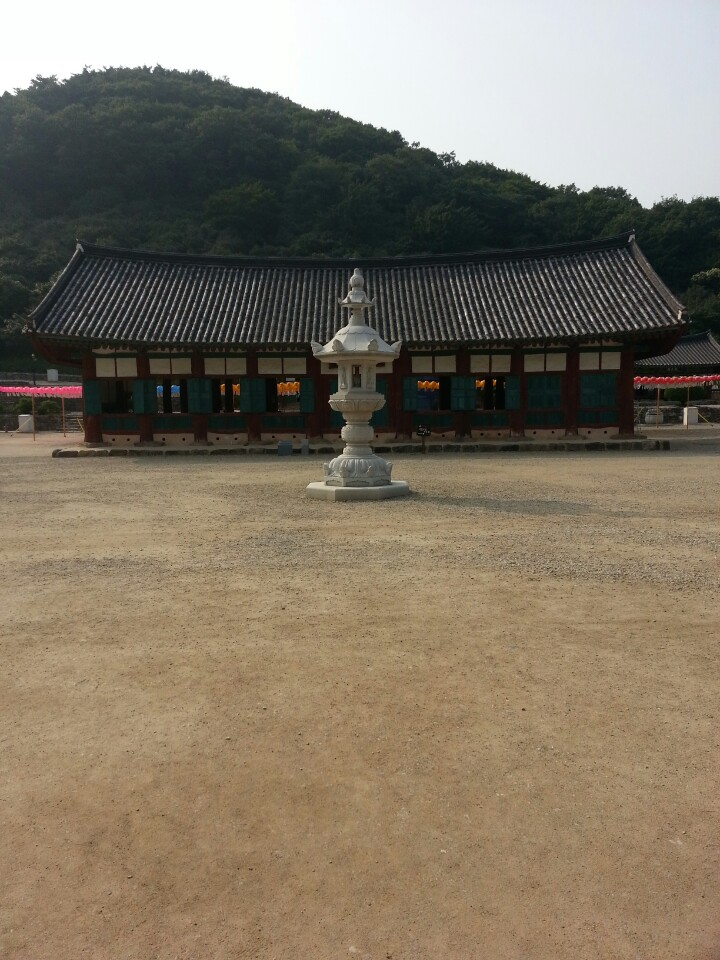
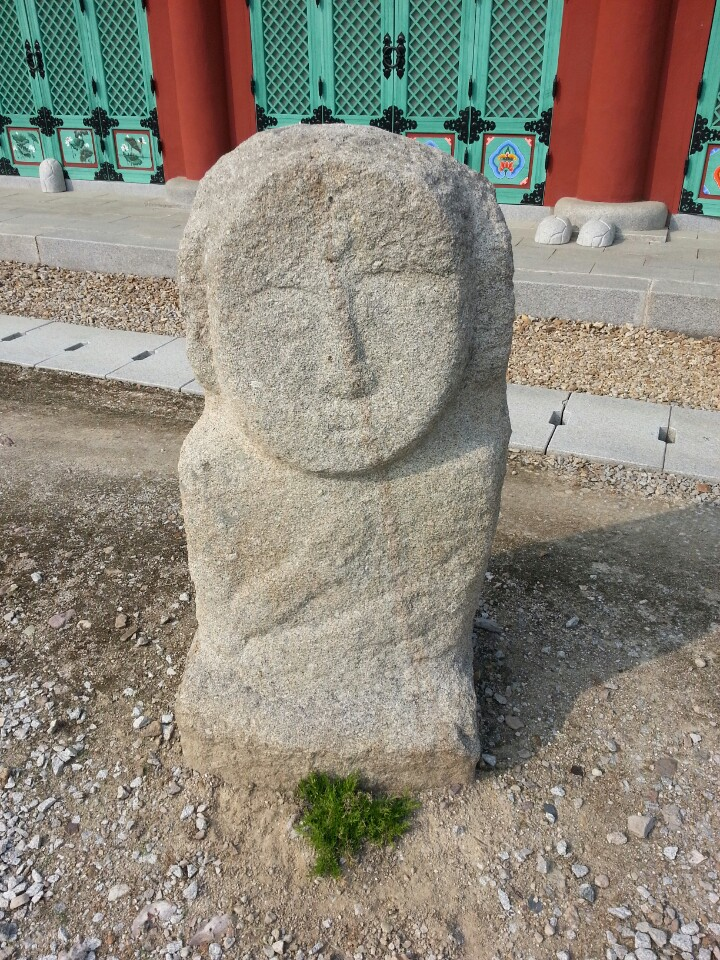
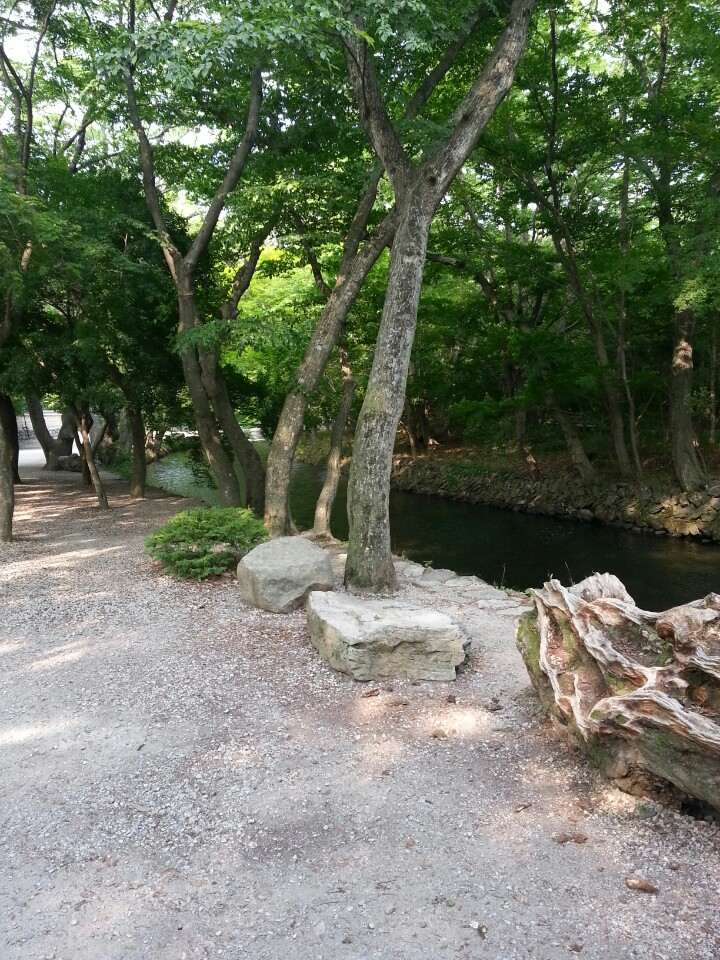
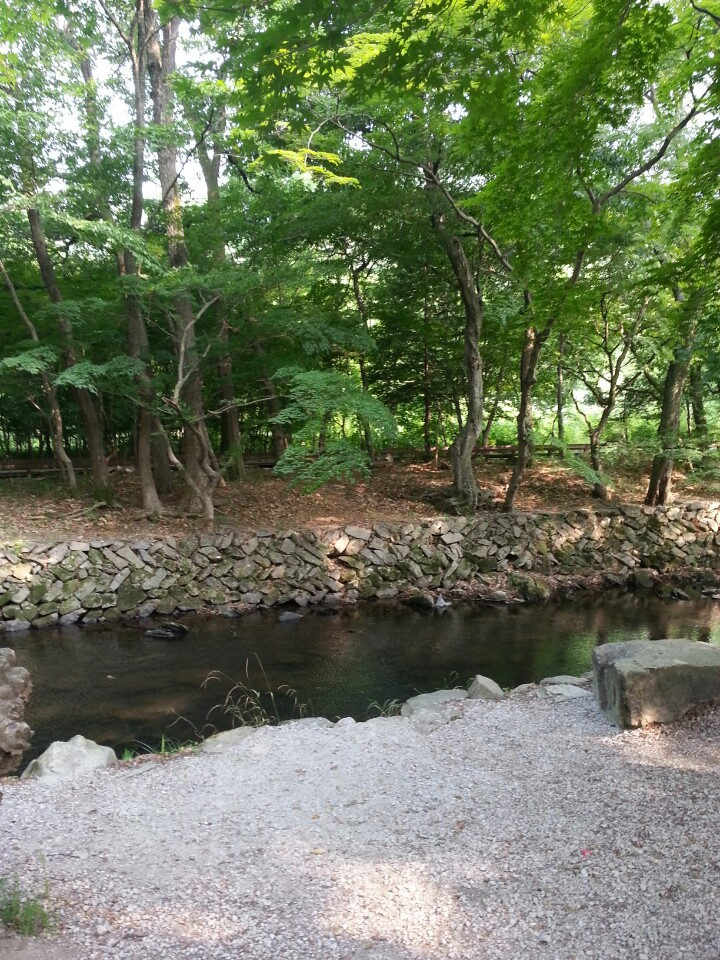
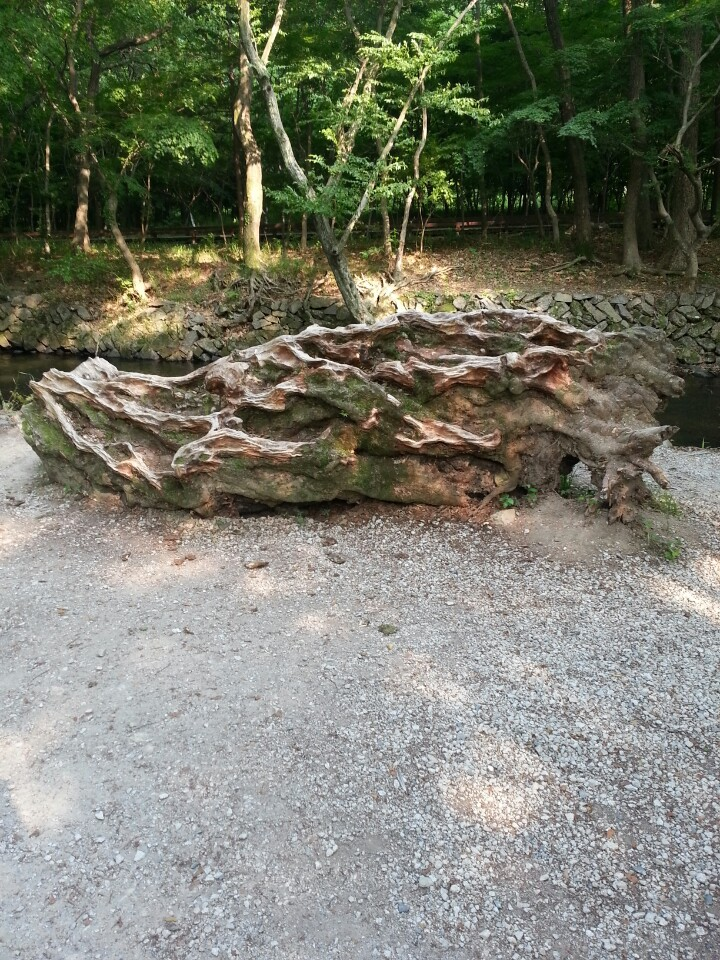

## 같이 보기
- 대한민국의 종교